# Vrouwenhuis (feministisch centrum)
Een vrouwenhuis is een pand dat vrouwen de kans biedt bij elkaar te komen en activiteiten te ontwikkelen. Het vrouwenhuis is uitsluitend voor vrouwen en wordt door vrouwen geleid.
In de jaren 1970 ontstonden op veel plaatsen in Nederland en België vrouwenhuizen als onderdeel van de tweede feministische golf. Vrouwen hadden behoefte elkaar te ontmoeten om zonder de aanwezigheid van mannen of gezinsleden te praten over hun ervaringen en wensen. De vrouwenhuizen waren meestal losjes georganiseerd en werden bestierd door vrijwilligers. De vrouwenhuizen verleenden een nieuwe vorm van vrouwenhulpverlening als alternatief voor de bevoogdend en individualiserend geachte traditionele hulpverlening.
Behalve om mentale hulp, ontwikkeling en vorming ging het bij de vrouwenhuizen ook om praktische ondersteuning. Sommige vrouwenhuizen boden timmerlessen of eenvoudige vrouwgerichte medische hulp. 
Veel vrouwenhuizen voeren een radicaal-feministische en maatschappij-kritische koers en gaven hier uiting aan door het organiseren van speciale vrouwenfeesten en het huisvesten van radicaal-feministische media. Binnen het Amsterdamse vrouwenhuis waren bijvoorbeeld de  vrouwenuitgeverij De Bonte Was, 
de radicaalfeministische lesbische actiegroep Paarse September en het vrouwenfilmcollectief Cinemien gevestigd.
Hoewel de reikwijdte van de vrouwenhuizen via de bezoeksters beperkt was, speelden de huizen indirect een rol bij  de vrouwenemancipatie omdat de bezoeksters hun indrukken uitdroegen, en daarnaast de in de vrouwenhuizen gevestigde media een veel groter bereik hadden.
De maatschappijkritische radicaal-feministische oriëntatie had echter ook beperkingen.
Omstreeks 1985 verdwenen  veel vrouwenhuizen maar in Nederland en Belgie zijn er anno 2022 in diverse steden nog vrouwenhuizen actief.

## Andere typen vrouwenhuizen
in de vroege middeleeuwen bestonden in Duitsland vrouwenhuizen waar arme vrouwen werden gehuisvest en onder meer konden handwerken. Later ontwikkelden dergelijke vrouwenhuizen zich tot bordeel. Ook in de middeleeuwen stichtten weldoeners of kerken opvanghuizen voor oudere vrouwen, een Oude Vrouwenhuis. Soms waren deze gecombineerd met die voor oude mannen. In Zwolle is het voormalig Oude Vrouwenhuis ingericht als museum. In de twintigste eeuw ontstonden daarnaast opvanghuizen voor vrouwelijke slachtoffers van huiselijk geweld die in Duitsland als vrouwenhuis werden aangeduid, maar in België als vluchthuis en Nederland  als Blijf-van-mijn-lijf-huis en in beide landen later als vrouwenopvangcentrum.